# A nobélium izotópjai
A nobéliumnak (No) nincs stabil izotópja, így standard atomtömege nem adható meg.

## Táblázat
| Az izotóp jele | Z(p)                | N(n)                | Az izotóp tömege (u) | felezési idő              | magspin | jellemző izotóp- összetétel (móltört) | természetes ingadozás (móltört) |
| Az izotóp jele | gerjesztési energia | gerjesztési energia | gerjesztési energia  | felezési idő              | magspin | jellemző izotóp- összetétel (móltört) | természetes ingadozás (móltört) |
| -------------- | ------------------- | ------------------- | -------------------- | ------------------------- | ------- | ------------------------------------- | ------------------------------- |
| 248No          | 102                 | 146                 | 248,08660(32)#       | <2 µs                     | 0+      |                                       |                                 |
| 249No          | 102                 | 147                 | 249,08783(37)#       | 57(12) µs [54(+15−10) µs] | 5/2+#   |                                       |                                 |
| 250No          | 102                 | 148                 | 250,08751(22)#       | 5,7(8) µs                 | 0+      |                                       |                                 |
| 251No          | 102                 | 149                 | 251,08901(19)#       | 0,78(2) s                 | 7/2+#   |                                       |                                 |
| 251mNo         | 110(180)# keV       | 110(180)# keV       | 110(180)# keV        | 1,7(10) s                 | 9/2−#   |                                       |                                 |
| 252No          | 102                 | 150                 | 252,088977(14)       | 2,27(14) s                | 0+      |                                       |                                 |
| 253No          | 102                 | 151                 | 253,09068(11)#       | 1,62(15) perc             | (9/2−)# |                                       |                                 |
| 253mNo         | 129(19) keV         | 129(19) keV         | 129(19) keV          | 31 µs                     | 5/2+#   |                                       |                                 |
| 254No          | 102                 | 152                 | 254,090955(19)       | 51(10) s                  | 0+      |                                       |                                 |
| 254mNo         | 500(100)# keV       | 500(100)# keV       | 500(100)# keV        | 0,28(4) s                 | 0+      |                                       |                                 |
| 255No          | 102                 | 153                 | 255,093241(11)       | 3,1(2) perc               | (1/2+)  |                                       |                                 |
| 256No          | 102                 | 154                 | 256,094283(8)        | 2,91(5) s                 | 0+      |                                       |                                 |
| 257No          | 102                 | 155                 | 257,096877(23)       | 25(2) s                   | (7/2+)  |                                       |                                 |
| 258No          | 102                 | 156                 | 258,09821(22)#       | 1,2(2) ms                 | 0+      |                                       |                                 |
| 259No          | 102                 | 157                 | 259,10103(11)#       | 58(5) perc                | (9/2+)# |                                       |                                 |
| 260No          | 102                 | 158                 | 260,10264(22)#       | 106(8) ms                 | 0+      |                                       |                                 |
| 261No          | 102                 | 159                 | 261,10575(32)#       | 3# óra                    | 3/2+#   |                                       |                                 |
| 262No          | 102                 | 160                 | 262,10730(48)#       | ~5 ms                     | 0+      |                                       |                                 |
| 263No          | 102                 | 161                 | 263,11055(53)#       | 20# perc                  |         |                                       |                                 |
| 264No          | 102                 | 162                 | 264,11235(69)#       | 1# perc                   | 0+      |                                       |                                 |

## Fordítás
Ez a szócikk részben vagy egészben a Isotopes of nobelium című angol Wikipédia-szócikk ezen változatának fordításán alapul.  Az eredeti cikk szerkesztőit annak laptörténete sorolja fel. Ez a jelzés csupán a megfogalmazás eredetét és a szerzői jogokat jelzi, nem szolgál a cikkben szereplő információk forrásmegjelöléseként.